# Белеєво (Шамотульський повіт)
Белеєво (пол. Bielejewo) — село в Польщі, у гміні Остроруґ Шамотульського повіту Великопольського воєводства.
Населення — 91 особа (2011).
У 1975-1998 роках село належало до Познанського воєводства.

## Демографія
Демографічна структура станом на 31 березня 2011 року:
|          | Загалом | Допрацездатний вік | Працездатний вік | Постпрацездатний вік |
| -------- | ------- | ------------------ | ---------------- | -------------------- |
| Чоловіки | 48      | 12                 | 34               | 2                    |
| Жінки    | 43      | 8                  | 26               | 9                    |
| Разом    | 91      | 20                 | 60               | 11                   |